# مسجد تفرغ زينة
مسجد تفرغ زينة (بالإنجليزية: Tevragh Zeina Mosque)، هو مسجد يقع في منطقة تفرغ زينة، نواكشوط، في موريتانيا.
يقع جنوب شرق الملعب الأولمبي، مباشرة إلى الشرق من كلينفا.